# DX-ing
Jako DX-ing se nazývá hobby aktivita ladění a identifikace dálkových rádiových signálů. Nadšenci, kteří ho provozují, jsou sdruženi v různých zájmových seskupeních, např. Československý DX klub. Při této činnosti, která probíhá na všech pásmech (VKV, KV, DV aj.), jsou nejvíce oceňovány nejvzdálenější stanice s nízkými výkony. Název DX-ing pochází z telegrafické zkratky DX znamenající vzdálenost nebo vzdálený, přesněji
(DX = z angl. distance x – neznámá vzdálenost).